# Темісто
Темісто, також Фемісто (грец. Θεμιστώ) — дружина Атаманта, який одружився з нею після того, як дістав звістку, ніби померла Іно.
Довідавшись, що Іно жива і разом з іншими прихильниками Діоніса перебуває на Парнасі, Атамант захотів з нею побачитися. Ревнива Темісто вирішила вбити дітей Іно і наказала рабині одягти власних дітей у білі вбрання, а дітей Іно — в чорні, щоб розрізнити їх у нічній темряві. Виявилося, що рабинею була сама Іно, яка зробила навпаки, і Темісто повбивала рідних дітей. Коли все з'ясувалося, Темісто заподіяла собі смерть.